# Tour della nazionale maschile di rugby a 15 dell'Italia 2013
Nel mese di giugno 2013 la nazionale italiana rugby fu impegnata in Sudafrica in un torneo quadrangolare internazionale noto, per via dello sponsor della manifestazione, come Castle Beer Series, che vedeva la partecipazione, oltre alla citata Italia e agli Springbok padroni di casa, anche di Samoa e Scozia.
Nel primo incontro della serie, a Durban contro il Sudafrica, l'Italia andò quasi subito in affanno contro i più dotati avversari e, già sotto di sei punti dopo dieci minuti, subirono l'espulsione temporanea di Bortolami e la conseguente meta di Adriaan Strauss in inferiorità numerica; un'altra meta di JJ Engelbrecht, trasformata da Morné Steyn, fissò il punteggio sul 20-0 per i sudafricani alla fine del primo tempo.
Una reazione italiana portò alla meta di Alberto Sgarbi, trasformata da Alberto Di Bernardo che qualche minuto dopo realizzò un piazzato portando il punteggio a un più accettabile 10-20, ma gli ultimi quindici minuti degli Springboks furono giocati a un ritmo insostenibile per l'Italia che, provata fisicamente dallo sforzo profuso per ridurre il passivo, subì tre mete tra il 66' e l'80', tutte trasformate, e un ulteriore calcio piazzato di Steyn, per il 10-44 finale.
Nel successivo incontro di Nelspruit contro Samoa l'Italia mostrò subito carenze sul piano fisico: a una mischia chiusa abbastanza disciplinata fecero riscontro la perdita del pallone in numerosi punti d'incontro con conseguenti situazioni di vantaggio territoriale per i samoani, che nel primo tempo andarono in meta una volta e chiusero in vantaggio per 10-3, ma nel secondo si imposero di forza e realizzarono altre quattro mete; l'Italia guadagnò solo una meta tecnica in superiorità numerica per via di un cartellino giallo ad Alapati Leiua; il risultato finale 10-39 fu visto come un deciso passo indietro rispetto alla gara contro il Sudafrica.
Il terzo incontro con la Scozia fu in pratica uno spareggio per evitare l'ultimo posto del torneo, in quanto i britannici erano stati battuti anch'essi due volte; la partita iniziò bene con una meta al primo minuto dell'esordiente Leonardo Sarto, ma fu in seguito caratterizzata da errori da ambo le parti che tennero il punteggio sempre in bilico: alla fine del primo tempo, infatti, si andò al riposo sul 20 pari, frutto di due mete, due trasformazioni e due calci piazzati per squadra.
Sostanzialmente equilibrato anche il secondo tempo, in cui ai 9 punti dalla piazzola di Di Bernardo fecero da contrappunto un piazzato di Greig Laidlaw e una meta a tempo oramai scaduto di Alasdair Strokosch, quando oramai l'Italia sperava di portare a casa una vittoria per 29-23: la realizzazione, e la successiva trasformazione ancora di Laidlaw, ribaltarono il punteggio in 30-29 per la Scozia e l'Italia chiuse il tour con tre sconfitte.

## Risultati
| Arbitro: | Pascal Gauzère |

|                                                                   |      |                 |
| Strauss 12’ Engelbrecht 22’ Habana 66’ de Villiers 74’ Basson 78’ | mt   | 47’ Sgarbi      |
| Steyn 12’, 22’, 66’, 74’, 78’                                     | tr   | 47’ Di Bernardo |
| Steyn 3’, 10’, 63’                                                | c.p. | 58’ Di Bernardo |

| Arbitro: | Craig Joubert |

|                                                          |      |                 |
| Williams 20’ Leiua 41’ Leota 53’ Tuifu'a 63’ Va'aulu 72’ | mt   | 70’ tecnica     |
| Williams 21’, 53’, 64’ Anufe 73’                         | tr   | 70’ Di Bernardo |
| Williams 30’, 51’                                        | c.p. | 27’ Orquera     |

| Arbitro: | John Lacey |

|                                     |      |                                     |
| Scott 6’ Lamont 15’ Strokosch 80+1’ | mt   | 1’ Sarto 31’ tecnica                |
| Laidlaw 6’, 16’, 80+1’              | tr   | 2’, 32’ Di Bernardo                 |
| Laidlaw 20’, 36’, 41’               | c.p. | 13’, 39’, 43’, 57’, 66’ Di Bernardo |